# Deens voetbalelftal in 1991
Het Deens voetbalelftal speelde negen officiële interlands in het jaar 1991, waaronder vijf duels in de kwalificatiereeks voor het EK voetbal 1992 in Zweden. De selectie stond onder leiding van bondscoach Richard Møller Nielsen, die in het voorjaar van 1990 de Duitser Sepp Piontek was opgevolgd.

## Balans
| Wedstrijden | Wedstrijden | Wedstrijden | Wedstrijden | Doelpunten | Doelpunten | Doelpunten | Punten |
| Gespeeld    | Winst       | Gelijk      | Verlies     | Voor       | Tegen      | Saldo      | Punten |
| ----------- | ----------- | ----------- | ----------- | ---------- | ---------- | ---------- | ------ |
| 9           | 5           | 2           | 2           | 14         | 10         | +4         | 1.333  |

## Interlands
|                                                    |              |       |                       |                                                                                          |
| 9 april Vriendschappelijk № 548 «onderlinge duels» | Denemarken   | 1 – 1 | Bulgarije             | Odense Stadion, Odense Toeschouwers: 4.004 Scheidsrechter: Frans Van den Wijngaert (BEL) |
| 9 april Vriendschappelijk № 548 «onderlinge duels» | Jes Høgh 32' |       | 84' Petar Aleksandrov | Odense Stadion, Odense Toeschouwers: 4.004 Scheidsrechter: Frans Van den Wijngaert (BEL) |

|                                                          |                  |       |                                           |                                                                                            |
| 1 mei EK-kwalificatie № 549 «onderlinge duels» 20:00 uur | Joegoslavië      | 1 – 2 | Denemarken                                | Stadion FK Crvena Zvezda, Belgrado Toeschouwers: 16.477 Scheidsrechter: Joël Quiniou (FRA) |
| 1 mei EK-kwalificatie № 549 «onderlinge duels» 20:00 uur | Darko Pančev 50' |       | 31' Bent Christensen 63' Bent Christensen | Stadion FK Crvena Zvezda, Belgrado Toeschouwers: 16.477 Scheidsrechter: Joël Quiniou (FRA) |

|                                                           |                                          |       |                   |                                                                                      |
| 5 juni EK-kwalificatie № 550 «onderlinge duels» 16:00 uur | Denemarken                               | 2 – 1 | Oostenrijk        | Odense Stadion, Odense Toeschouwers: 12.521 Scheidsrechter: Michał Listkiewicz (POL) |
| 5 juni EK-kwalificatie № 550 «onderlinge duels» 16:00 uur | Bent Christensen 2' Bent Christensen 33' |       | 83' Andreas Ogris | Odense Stadion, Odense Toeschouwers: 12.521 Scheidsrechter: Michał Listkiewicz (POL) |

|                                                        |            |                                               |        |                                                                            |
| 12 juni Scania 100 Tournament № 551 «onderlinge duels» | Denemarken | 0 – 2                                         | Italië | Malmö Stadion, Malmö Toeschouwers: 8.741 Scheidsrechter: Bo Karlsson (SWE) |
| 12 juni Scania 100 Tournament № 551 «onderlinge duels» |            | 106' Ruggiero Rizzitelli 108' Gianluca Vialli |        | Malmö Stadion, Malmö Toeschouwers: 8.741 Scheidsrechter: Bo Karlsson (SWE) |

|                                                        |                                                                                  |       |            |                                                                                                |
| 15 juni Scania 100 Tournament № 552 «onderlinge duels» | Zweden                                                                           | 4 – 0 | Denemarken | Norrköpings Idrottspark, Norrköping Toeschouwers: 7.849 Scheidsrechter: Aron Schmidhuber (GER) |
| 15 juni Scania 100 Tournament № 552 «onderlinge duels» | Martin Dahlin 43' Martin Dahlin 50' Kennet Andersson 61' (pen.) Tomas Brolin 68' |       |            | Norrköpings Idrottspark, Norrköping Toeschouwers: 7.849 Scheidsrechter: Aron Schmidhuber (GER) |

|                                                        |         |       |            |                                                                                      |
| 4 september Vriendschappelijk № 553 «onderlinge duels» | IJsland | 0 – 0 | Denemarken | Laugardalsvöllur, Reykjavík Toeschouwers: 4.184 Scheidsrechter: Leslie Mottram (SCO) |
| 4 september Vriendschappelijk № 553 «onderlinge duels» |         |       |            | Laugardalsvöllur, Reykjavík Toeschouwers: 4.184 Scheidsrechter: Leslie Mottram (SCO) |

|                                                                 |         |                                                                               |            |                                                                                            |
| 25 september EK-kwalificatie № 554 «onderlinge duels» 19:00 uur | Faeröer | 0 – 4                                                                         | Denemarken | Landskrona Idrottspark, Landskrona Toeschouwers: 2.589 Scheidsrechter: Jim McCluskey (SCO) |
| 25 september EK-kwalificatie № 554 «onderlinge duels» 19:00 uur |         | 2' (pen.) Kim Christofte 6' Bent Christensen 78' Frank Pingel 75' Kim Vilfort |            | Landskrona Idrottspark, Landskrona Toeschouwers: 2.589 Scheidsrechter: Jim McCluskey (SCO) |

|                                                              |            |                                                                  |            |                                                                                        |
| 9 oktober EK-kwalificatie № 555 «onderlinge duels» 19:30 uur | Oostenrijk | 0 – 3                                                            | Denemarken | Praterstadion, Wenen Toeschouwers: 7.453 Scheidsrechter: Frans Van den Wijngaert (BEL) |
| 9 oktober EK-kwalificatie № 555 «onderlinge duels» 19:30 uur |            | 9' (e.d.) Peter Artner 15' Flemming Povlsen 37' Bent Christensen |            | Praterstadion, Wenen Toeschouwers: 7.453 Scheidsrechter: Frans Van den Wijngaert (BEL) |

|                                                                |                                           |       |                   |                                                                                 |
| 13 november EK-kwalificatie № 556 «onderlinge duels» 19:30 uur | Denemarken                                | 2 – 1 | Noord-Ierland     | Odense Stadion, Odense Toeschouwers: 10.881 Scheidsrechter: Alexey Spirin (URS) |
| 13 november EK-kwalificatie № 556 «onderlinge duels» 19:30 uur | Flemming Povlsen 22' Flemming Povlsen 36' |       | 71' Gerry Taggart | Odense Stadion, Odense Toeschouwers: 10.881 Scheidsrechter: Alexey Spirin (URS) |

## Statistieken
| Peter Schmeichel    | 1963-11-18 | Manchester United    | 7 | 0 | 0 | 45 | 0 |
| Troels Rasmussen    | 1961-04-07 | Aarhus GF            | 2 | 0 | 0 |    |   |
| Verdediging         |            |                      |   |   |   |    |   |
| Kent Nielsen        | 1961-12-28 | Aarhus GF            | 8 | 0 | 0 |    |   |
| Lars Olsen          | 1961-02-02 | Trabzonspor          | 8 | 0 | 0 |    |   |
| John Sivebæk        | 1961-10-25 | AS Monaco            | 6 | 0 | 0 |    |   |
| Marc Rieper         | 1968-06-05 | Brøndby IF           | 2 | 1 | 0 |    |   |
| Jakob Friis-Hansen  | 1967-03-06 | Lille OSC            | 2 | 0 | 0 | 3  | 0 |
| Bjørn Kristensen    | 1963-10-10 | Newcastle United     | 2 | 0 | 0 |    |   |
| Brian Jensen        | 1968-04-23 | Brøndby IF           | 1 | 2 | 0 |    |   |
| Jes Høgh            | 1966-05-07 | Brøndby IF           | 1 | 0 | 1 |    |   |
| Claus Christiansen  | 1967-10-19 | Lyngby BK            | 1 | 0 | 0 | 1  | 0 |
| Torben Piechnik     | 1963-05-21 | Boldklubben 1903     | 1 | 0 | 0 | 1  | 0 |
| Jan Heintze         | 1963-08-17 | PSV Eindhoven        | 0 | 1 | 0 |    |   |
| Middenveld          |            |                      |   |   |   |    |   |
| Kim Vilfort         | 1962-11-15 | Brøndby IF           | 7 | 0 | 1 |    |   |
| John Jensen         | 1965-05-03 | Brøndby IF           | 6 | 0 | 0 |    |   |
| Henrik Larsen       | 1966-05-17 | Lyngby BK            | 5 | 2 | 0 |    |   |
| Kim Christofte      | 1960-08-24 | Brøndby IF           | 5 | 0 | 1 |    |   |
| Johnny Mølby        | 1969-02-04 | FC Nantes            | 3 | 3 | 0 |    |   |
| Morten Bruun        | 1965-06-28 | Silkeborg IF         | 3 | 0 | 0 | 9  | 0 |
| Brian Steen Nielsen | 1968-12-28 | Vejle BK             | 2 | 1 | 0 |    |   |
| Jan Bartram         | 1962-03-06 | Aarhus GF            | 2 | 0 | 0 |    |   |
| Johnny A. Hansen    | 1966-07-11 | Ajax Amsterdam       | 2 | 0 | 0 |    |   |
| Bjarne Goldbæk      | 1968-10-06 | 1. FC Kaiserslautern | 1 | 2 | 0 | 4  | 0 |
| Per Frandsen        | 1970-02-06 | Lille OSC            | 1 | 0 | 0 |    |   |
| Erik Rasmussen      | 1960-12-24 | Helsingør IF         | 0 | 1 | 0 |    |   |
| Aanval              |            |                      |   |   |   |    |   |
| Bent Christensen    | 1967-01-04 | Schalke 04           | 6 | 0 | 6 | 17 | 7 |
| Flemming Povlsen    | 1966-12-03 | Borussia Dortmund    | 6 | 0 | 3 |    |   |
| Lars Elstrup        | 1963-03-24 | Odense BK            | 4 | 0 | 0 |    |   |
| Per Pedersen        | 1969-03-30 | Lyngby BK            | 2 | 0 | 0 |    |   |
| Frank Pingel        | 1964-05-09 | TSV 1860 München     | 1 | 2 | 1 |    |   |
| Peter Møller        | 1972-03-23 | Aalborg BK           | 1 | 0 | 0 |    |   |
| Claus Nielsen       | 1964-01-13 | Brøndby IF           | 1 | 0 | 0 |    |   |
| Miklos Molnar       | 1970-04-10 | Servette Genève      | 0 | 2 | 0 |    |   |
| Heine Fernandez     | 1966-07-14 | Silkeborg IF         | 0 | 1 | 0 |    |   |
| Torben Frank        | 1968-06-16 | Lyngby BK            | 0 | 1 | 0 |    |   |
| Søren Lyng          | 1966-07-08 | Boldklubben 1903     | 0 | 1 | 0 |    |   |